# Pàvel Txerenkov
Pàvel Alekséievitx Txerenkov (Níjniaia Txiglà, Rússia, 1904 - Moscou, 1990) fou un físic soviètic guardonat amb el Premi Nobel de Física l'any 1958.

## Biografia
Va néixer el 28 de juliol de 1904 al poble rus de Níjniaia Txiglà, situat a l'óblast de Vorónej. Llicenciat en física i matemàtiques a la Universitat de Vorónej el 1928, ja el 1930 entrà a formar part com a investigador de l'Institut de Física de Lébedev, un dels més prestigiosos de la Unió Soviètica.
Txerenkov es morí el 6 de gener de 1990 a la seva residència de Moscou.

## Recerca científica
Sota les ordres del físic Serguei Vavílov, observaren l'emissió de llum blava d'una ampolla d'aigua sotmesa a bombardeig radioactiu. Aquest fenomen, associat a les partícules atòmiques carregades que es movien a velocitats superiors a la velocitat de la llum, resultà ser molt important en el treball experimental sobre física nuclear i l'estudi dels raigs còsmics, el que s'anomena radiació de Txerenkov. El 1953, es convertí en professor de física experimental de l'Institut, on dirigí el laboratori de Lébedev en investigacions sobre acceleradors de partícules, i sobre el fotó i els mesons.
L'any 1958, fou guardonat amb el Premi Nobel de Física, juntament amb els físics soviètics Ilià Frank i Ígor Tamm, pel descobriment i la interpretació de la radiació Txerenkov. A més, al va ser nomenat Heroi del Treball Socialista (1984), va rebre 2 ordes de Lenin, 2 ordes de la Bandera Roja del Treball, 2 Premis Stalin (1946 i 1951) i un Premi Estatal de l'URSS (1977).